# Selvledelse
Selvledelse vil sige at man leder sig selv. Det er først og fremmest et begreb indenfor ledelse- og organisationsteori, og betegner en ledelsesform, hvor organisationen, ved at give frihed og udvise tillid til den enkelte medarbejder, opnår en større adgang til medarbejderens selv, med henblik på at anvende selvet i organisationens værdiskabelse. Til gengæld medfører denne ledelsesform at medarbejderen gennem øget ansvar, opnår større indflydelse på ledelsesprocesserne i organisationen, ikke bare vedrørende eget arbejde i organisationen, men også på tværs i organisationen.
Selvledelse (SL) anvendes desuden indenfor coachingbranchen omkring personlig udvikling og kan defineres som en selvindflydelsesproces bestående af kognitive og adfærdsmæssige strategier så som positiv selv-italesættelse og konstruktive adfærdsændringer. SL er således også et filosofisk, psykologisk og pædagogisk begreb, der er baseret på forskellige teorier indenfor arbejdspsykologi og organisationspsykologi så som: positiv psykologi, udviklingspsykologi, motivationsteori, socialkonstruktionisme, flowteori, innovationsteori, empowerment og lykketeori.
Selvledelse kan beskrives som et sen- eller postmodernisme fænomen, og sættes ofte i forbindelse med etableringen og udviklingen af vidensamfundet. Begrebet er i kontrast til den taylorianske ledelsesfilosofi, der kendetegnede ledelsesbegrebet i industrisamfundet, og ses som en naturlig forlængelse af det humanistiske gennembrud, der fandt sted i organisationsteorien i midten af den 20.århundrede, med udvikling af Human Ressource Management og med fokus på 'den menneskelige side' . SL er beslægtet med begreber og teorier som humankapital, værdibaseret ledelse, følelsesmæssig intelligens, den lærende organisation, det udviklende arbejde, den anerkendende tilgang, coachingledelse, frihedsledelse, netværksorganisation, selvrealisering, neurolingvistisk programmering, intuition og spiritualitet.

## Definitioner
Selvledelse er som antydet ikke et entydigt begreb og i forskningen er der heller ikke konsensus. Begrebet kritiseres i bedste fald for, at være et overflødigt begreb, da det ikke kan adskilles præcist fra områdets mere generelle psykologiske teorier, og i værste fald for, at være misvisende og selvmodsigende, i det ledelse ofte defineres som en magtrelation mellem en part der leder, og en part der ledes.
Imidlertid tales og skrives der meget om selvledelse og begrebet er efterhånden accepteret af en række forskere. Forståelsen af selvledelse spænder dog vidt fra en konkret ledelsesform med dyrkelsen af specifikke selvledelseskompetencer og med udviklingen af strategier for selvindflydelse, selvkontrol og selvstyring på den ene side, og til en forståelse af selvledelse som eksistentiel myndiggørelse eller empowerment på den anden side. Der er endvidere uenighed om, hvorvidt selvledelse skal forstås som en decideret arbejdsmæssig kompetence eller som en dyberegående personlighedskarakteristika.
Dette definitionsspænd ses på følgende eksempler:
- forskerne Neck og Houghton definerer selvledelse som en selvindflydelsesproces, der baseres på specifikke kognitive og adfærdsmæssige strategier; så som formulering af personlige målsætninger, selvkontrol, refleksion over egen praksis, selvobservation, fokusering på indre og ydre motivationsstrategier, personlig værdibasering og anvendelse af konstruktiv imagination og selvkommunikation.[3]

- Center for Ledelse har defineret selvledelse som individets evne og vilje til at tage ansvar for planlægningen og gennemførelsen af eget arbejde inden for accepterede rammer mellem individ og virksomhed[4]

- og i samme spor følger en definition i Det Nationale Kompetenceregnskab: Selvledelseskompetence er evne og vilje til at træffe beslutninger om eget arbejde, hvad angår metode, planlægning og gennemførelse med henblik på at bidrage til realisering af virksomhedens mål og værdier.[5]

- K.M. Bovbjerg beskriver selvledelse som en ny ledelsespraktik: I den nye form for ledelse kan ledere ikke tvinge den underordnede til den rette adfærd, men gennem at arbejde med den enkeltes selvforhold skal medarbejderen styre sig selv mod målet. [6].

- B. Bertelsens definition af selvledelse omfatter bl.a.: at ansvar og kompetence reelt delegeres til yderste led; at de ansatte er ledere for sig selv – selvstændige, selvansvarlige og selvigangsættende og at medarbejderes og lederes initiativer – og beslutninger – tages ud fra den overordnede strategi og det fælles værdigrundlag"[7]

- Forskerne Groth og Rosbjerg bringer denne definition: "Selvledelse er betegnelsen for den dynamik, der udspiller sig i samspillet mellem en høj adfærdsmæssig, en høj følelsesmæssig og en høj kognitiv forpligtelse. Det vil sige, at selvledelse henviser til medarbejderens selvstændige varetagelse af nogle, fra ledelsens side, uddelegerede arbejdsopgaver, hvor varetagelsen af disse sker med baggrund i: 1) et følelsesmæssigt engagement i forhold til arbejdet og/eller virksomheden, og 2) en vedkendelse af eget ansvar til både at kunne sige til og fra i forhold til givne arbejdsopgaver/betingelser.[8]

- Endelig definerer erhvervspsykologen Flemming Andersen selvledelse som at lede efter sig selv i den kontekst, man indgår i, i de arbejdsrelationer, man er med til at forme, og i den produktion, man er med til at udføre.[9] Endvidere skriver han: Selvledelse handler [ ... ] i sin rod om at afvikle umyndigheden eller afhængigheden af andres autoriet og i stedet sætte menneskers behov for selvstændighed, selvansvarlighed og selvværdighed på arbejdslivets dagsorden.[10], og et andet sted Selvledelse er et opgør med den "selvforskyldte umyndiggørelse", som gjorde sig gældende i industrialismen. Selvledelse er en stadig søgen efter selvværd, kontakt og mening med arbejdslivet. Først og sidst er selvledelse en proces, hvor individer i fællesskab tager hånd om deres kollektive skæbne.[11]

- Endvidere kan selvledelse også forstås som et rammevilkår. I denne ramme disponerer medarbejderen selv over sin arbejdstid, vælger faglig løsningsmetode og prioriterer opgaver selvstændigt. Sanina Kürstein redaktør og forfatter i antologien " Selvledelse og Fællesskaber – nye perspektiver på det moderne arbejdsliv" fra Dansk Psykologisk Forlag 2010.

## Selvledelsens historie
Selvledelse er et forholdsvis nyt begreb indenfor ledelsesteori. Ordet stammer fra den amerikanske betegnelse "self-management", der blev brugt i forbindelse med patienters selvadministration af eget medicinindtag . Indenfor ledelse og organisationsteori kan udtrykket spores tilbage til midt 1980'erne  med denne betydning, men tager op gennem 1990'erne og 2000'erne form som et selvstændigt begreb adskilt fra self-management begrebet, jævnfør den klassiske adskillelse mellem 'management' og 'leadership'. 
Fremkomsten af moderne selvledelse er et produkt af det humanistiske gennembrud og den HR-doktrin som blev udviklet i sidste halvdel af det 20.århundrede. Nogle af de vigtigste bidragsydere til denne proces er ledelse- og organisationsteoretikere som George Elton Mayo (1880-1949), Chester Barnard (1886-1961), Douglas McGregor (1906-1964), Abraham Maslow (1909-1970), Peter Drucker (1909-2005) og Frederick Herzberg (1923-2000). Hver på sin måde bidrog de til en forskydning i ledelsesbegrebets genstand, nemlig en forskydning fra opgaven til personen. HR-doktrinen tilsiger at ledelse skal udføres på bagrund af tillid til den ledte frem for mistillid (se McGregors X og Y teori), så denne i arbejdet kan realisere sig selv og komme til udfoldelse ved at der åbnes for øget deltagelse, medindflydelse, selvbestemmelse og uddelegering af ansvar og myndighed. I samme periode udskiltes 'leadership' fra 'managementbegrebet og som en følge heraf blev 'self-leadership' udskilt fra 'self-management.

## Menneskesynet i selvledelse
Selv om der på mange måder er tale om en ny terminologi inden for ledelse, er selvledelsens indhold – nemlig tanken om det frigjorte og autonome menneske ikke ny. Mennesker har altid været underlagt en selvindflydelse, og dermed – afhængig af hvilken definition man tilslutter sig – været selvledende. Selvledelsesideologien trækker på idégods fra antikken og især den græske filosofi, hvor mennesket forstås som en væsen der kan skabe sig selv. Over for denne tanke står den antikke kristne tanke, hvor mennesket i højere grad skal lade sig forme. Den græske selvprægning er således mere aktiv end den kristne, og det er i høj grad dette aktive spor der præger moderne selvledelse, især den der dyrkes inden for coaching og NLP. 

Selvledelsens filosofiske rødder kan også trækkes tilbage til oplysningstiden, der i høj grad udtrykte denne drøm om det frie og myndiggjorte menneske. Den tyske oplysningsfilosof Immanuel Kant begrundede behovet for oplysning med dette selvledelsesargument:
Oplysning er menneskets udgang af dets selvforskyldte umyndighed. Umyndighed er ikke at formå at bruge sin forstand uden andres ledelse. Selvforskyldt er denne umyndighed, når årsagen ikke skyldes mangel på forstand, men mangel på beslutning og mod, til at gøre brug af den uden andres ledelse. Sapere aude! Hav mod til at bruge din egen forstand! Er således oplysningens motto." (Immanuel Kant, 1787)

## Selvledelse som ledelsesmodel
Som ledelsesbegreb er selvledelse omdiskuteret. Inden for ledelse skelnes der traditionelt imellem lederskab (leadership) og styring (management), hvor ledelse, med en populær vending, handler om at gøre de rigtige ting, og styring handler om at gøre tingene rigtigt. Men den samme skelnen imellem selvledelse/-styring er ifølge nogle forskere omsonst, idet ledelse defineres som noget der foregår i et magtforhold imellem to personer og kan derfor ikke internaliseres i et enkelt individ. Med en sådan ledelsesforståelse kan man kun tale om selvstyring, selvorganisering eller selvadministration, og begrebet selvledelse – hvis det overhovedet anvendes – betyder netop dette.
Selvledelse beskrives også som en tilbagerulning af industriorganisationens ofte mistroiske opfattelse af medarbejderen. I vidensamfundets organisationer har det vist sig uhensigtsmæssig at medarbejderen er blevet opdraget til blot at følge regler og rutiner udarbejdet af andre, hvorfor selvledelse ses som en myndiggørelse eller tilbageførelse af kompetencer til medarbejderen. Selvledelse er således et opgør med taylorismen.
Selvledelse adskiller sig fra ledelse generelt ved, at være en særlig form for ledelse. Man kan sige, at selvledelse er en ledelsesform, der dels har et anderledes subjekt og dels et anderledes objekt end traditionel ledelse. Selvledelse kan ikke på samme måde underlægges missionen eller den overordnede opgave, bl.a. fordi selvledelse indbefatter et interessefællesskab mellem ledelsen og medarbejderne. For at selvledelse kan lykkes forudsætter det, at medarbejderne frivilligt ønsker at være selvledende og at de føler, at der er noget i det for dem. Til gengæld åbner selvledelse for, at det er hele medarbejderens "selv", der kan ledes, og dermed indgå i organisationens værdiskabelse. Hvor traditionel ledelse alene havde adgang til medarbejderens faglige kompetencer giver selvledelse adgang til medarbejderens følelser, tanker og viljesliv..
| Kontrolledelse    |   | Selvledelse      |
| ----------------- | - | ---------------- |
| Autoritært        | ↓ | Autoritativt     |
| Systemet          | ↓ | Individet        |
| Regler            | ↓ | Rammer           |
| Kontrol           | ↓ | Selvkontrol      |
| Sanktioner        | ↓ | Feedback         |
| Centralisering    | ↓ | Decentralisering |
| Monologisk kultur | ↓ | Dialogisk kultur |
| Frygt og tryghed  | ↓ | Tillid og frihed |

I forhold til traditionel ledelse medfører selvledelse en række fordele og ulemper.
| Fordele                                                                                   | Ulemper                                                                         |
| ----------------------------------------------------------------------------------------- | ------------------------------------------------------------------------------- |
| Ansvarlige og engagerede medarbejdere                                                     | Risiko for at medarbejdere "kører sig selv over" og/eller får stress            |
| Selvstændige og initiativrige medarbejdere                                                | Risiko for at kun de stærkeste medarbejdere klarer sig                          |
| Medarbejderne løfter en del af ledelsesopgaven                                            | Mellemlederens position bliver ofte utydelig eller usynlig                      |
| Virksomhedens værdier udleves i praksis af alle medarbejderne                             | Værdierne skal efterleves af af alle ledere og mellemledere, også i svære tider |
| Stort ejerskab på virksomhedens mål og strategier, med delmål formuleret af medarbejderne | Mellemlederne skal give plads til reel indflydelse på fastsættelsen af målene   |

## Selvledelse og empowerment
Selvledelse har meget til fælles med empowermentbegrebet. I begge tilfælde er der tale om en magt- og autoritetsberigelse af et subjekt. Selvledelse er dog i større grad end empowerment underlagt en eller anden form for ydre missionserklæring. Selvledelse er derfor ikke bare et udtryk for selvstændighed eller autonomi, omvendt implicere selvledelse både empowerment og myndiggørelse.
Empowerment beskrives som havende følgende kapaciteter:
- have sin egen beslutningskompetence
- have adgang til information og ressourcer for at kunne træffe rigtige beslutninger
- have en række valgmuligheder hvorfra der kan tages stilling (ikke bar ja/nej, enten/eller)
- evner at være assertiv (selvbevidst) ved kollektive beslutninger
- evner at tænke positivt omkring forandringsmuligheder
- evner at tillære færdigheder, der øger egne eller gruppens magt
- evner at ændre andres opfattelse gennem demokratiske metoder
- øger éns positive selvbillede og overvinder anslag

## Selvledelse og personlig udvikling
Selvledelse har også mange lighedstræk med personlig udvikling. Fx er det et udtryk for selvledelse når et individ gennem en proaktiv tilgang udvider sin indflydelsessfære jf. Stephen Coveys personlige udviklingsterminologi, De Syv Gode Vaner. 

## Kritik af selvledelse
Selvledelse er som nævnt ikke uproblematisk. Psykologer og stressforskere peger ofte på den stigende udbredelse af selvledelse som en af vor tids stressårsager. Forskning viser også at en høj grad af selvstændighed i jobbet ikke automatisk medfører en høj grad af psykisk velbefinden. En høj grad af frihed i arbejdet kan i sig selv være en stressfaktor for mange, endvidere peges der på, at når ledelsesfunktionen udbredes til medarbejderne, vil ledelsens traditionelle følgesygdomme også følge med; det være sig udbrændthed og stress.
Birgit Bertelsen (2004:31) peger på en række problemer, som er forbundet med overgangen til en selvledende virksomhedskultur:
- Der optræder ofte stress i forbindelse med udviklingsprocesser
- Egoisme breder sig let hos de stærke medarbejdere
- Der opstår let et uformelt hierarki til afløsning af det formelle
- Der er stor sårbarhed ved medarbejderafgang
- Mellemledernes position bliver ofte udtydelig og besværlig
- Der sker let en marginalisering af medarbejdere, som ikke ønsker selvledelse.

## Fodnoter
1. ↑  se fx McGregor [1666) The Human Side of Enterprise
2. ↑  Neck, C. P., Houghton, J.D. (2006). Two Decades of self-leadership theory and Research. Past Development, Present Trends and Future Possibilities i “Journal of Managerial Psychology” 21,4 p274
3. ↑  Neck, C. P., Houghton, J.D. (2006). Two Decades of self-leadership theory and Research. Past Development, Present Trends and Future Possibilities i “Journal of Managerial Psychology” 21, p.270-72.
4. ↑  www.cif.dk
5. ↑  NKR, hovedrapport, 2005.
6. ↑  Bovbjerg, s27 i Selvrealisering i arbejdslivet, i Brinkmann og Eriksen (red) Selvrealisereing
7. ↑  Bertelsen et.al. 2004, 25-26.)
8. ↑  Groth og Roabjerg, 2006, s.190.
9. ↑  Flemming Andersen, Selvledelse – selvet på arbejde. Dansk Psykologisk Forlag 2006
10. ↑  ibid.s.44
11. ↑  ibid. s. 273.
12. 1 2  Groth og Rosbjerg 2006.
13. ↑  Neck, C. P., Houghton, J.D. (2006). Two Decades of self-leadership theory and Research. Past Development, Present Trends and Future Possibilities i “Journal of Managerial Psychology” 21, 4:270-95.
14. ↑  Ole Fogh Kirkeby, Det nye lederskab, s.56
15. ↑  Andersen, F. (2006). Selvledelse: selvet på arbejde. Dansk Psykologisk Forlag, s. 44
16. ↑  se navnlig Foucaults magtanalytik samt Verner Petersens Hinsides Regler, 2004, Børsens Forlag
17. ↑  Andersen s. 48.
18. ↑  Bertelsen 2004,s.96-98
19. ↑  Frit efter Stiller Kjärgaard i Horn: 2008, Vision minus status = strategi, Børsens Forlag. s. 136.
20. ↑  Dalsgaard & Bendix, Netværksorganisering, 1996, s.91
21. ↑  Nora Rabek Kanafiane, 2005